# Amand ze Strasburga
Amand, biskup Strasburga (ur. ok. 290, zm. ok. 355 w Strasburgu) – pierwszy biskup diecezji Strasburga, uczestnik synodu w Sardyce (Serdica lub Sardica, dzis. Sofia, 343/344) oraz synodu w Kolonii (346), święty Kościoła katolickiego.
Potwierdzenie kultu św. Amanda można znaleźć w dokumentach z X wieku, a jego relikwie w starym kościele św. Piotra w Strasburgu. 
W 1970 roku wybudowano w Strasburgu, w dzielnicy Meinau, kościół ku czci pierwszego biskupa (w miejsce starego kościoła z 1926), (fr.) Église Saint-Amand de Strasbourg .
Wspomnienie liturgiczne św. Amanda w Kościele katolickim obchodzone jest 26 października.